# Ricine, Sovietskîi
Ricine (în ucraineană Річне) este un sat în comuna Illiceve din raionul Sovietskîi, Republica Autonomă Crimeea, Ucraina.

## Demografie
Componența lingvistică a localității Ricine
     Tătară crimeeană (66,67%)
     Rusă (33,33%)
Conform recensământului din 2001, majoritatea populației localității Ricine era vorbitoare de tătară crimeeană (66,67%), existând în minoritate și vorbitori de rusă (33,33%).